# Orgy
Orgy es un grupo de rock industrial y metal industrial originario de Los Ángeles, Estados Unidos. Su música ha sido autodescrita como death-pop.

## Historia
La banda se formó en 1997 por el vocalista Jay Gordon (exbajista de la banda Deadsy) y el guitarrista Ryan Shuck, quien perteneció a la banda original de Jonathan Davis Sexart. Davis influyó en su eventual firma con el sello disquero de KoЯn Elementree Records. 
El bajista Paige Haley, el guitarrista Amir Derakh, y el percusionista Bobby Hewitt pronto se unieron para completar la alineación de la banda.
Todos eran veteranos de la escena "hair metal" de los clubes de Los Ángeles en los tardíos años 80`s y principios de los 90`s. Derakh había tenido cierto reconocimiento en la banda ochentera Rough Cutt y Hewitt era miembro oficial de Electric Love Hogs. Gordon y Derakh eran también experimentados productores (Coal Chamber, Spineshank, Crazy Town, etc.). 
Ellos afirmaron que el nombre de la banda no era una referencia sexual, y que por el contrario evidenciaba el collage de diferentes estilos en su música. Dentro de los seis meses siguientes, firmaron contrato con Elementree Records. Y ya habían realizado su primer show en vivo. 
En 1998, se lanzó su álbum debut, Candyass. Gordon describió el tema central del trabajo como "...bullshit ...lies and fairy tales." (...tonterías ...mentiras y cuentos de hadas). Realizaron un cover del grupo New Order, la canción Blue Monday, la cual fue un éxito rotundo. Mientras muchas personas pensaban que Stitches era su segundo sencillo este en realidad fue el primero, pero no tuvo el impacto esperado hasta después de "Blue Monday". Este álbum también contenía la canción titulada "Revival" en la cual hacía una participación Jonathan Davis de Korn.
Orgy hizo su debut en vivo en el Edge Fest, un espectáculo radial anual en Tulsa, Oklahoma en 1998. También se presentaron en el Family Values Tour con KoЯn, Limp Bizkit, Incubus, Ice Cube (ex-N.W.A.) y Rammstein. Y fueron incluidos en el álbum de compilaciones del tour, lanzado en 1999. A esto le siguieron otros tours con Love and Rockets y Sugar Ray.
Su segundo álbum, el cual tenía como tema central la ciencia ficción y aspectos futuristas, fue titulado Vapor Transmission, salió a la venta en 2000, con Fiction (Dreams in Digital) y Opticon como sencillos. En 2001 Orgy lanzó la canción "Faces" para la banda sonora de la película Zoolander. Hasta 2006 "Faces" no ha sido incluida en ninguno de sus álbumes de estudio.
Después del lanzamiento de Vapor Transmission, Orgy se alejó de Reprise Records. Y ya tenían serias diferencias con Elementree. Gordon comenzó su propio sello discográfico independiente D1 Music. El tercer álbum de la banda, Punk Statik Paranoia, fue lanzado en 2004 a través de D1 Music.
A finales de 2003 los guitarristas Shuck y Derakh formaron un proyecto paralelo, Julien-K, como salida para el material electrónico que surgió en el proceso de composición para Orgy. Actualmente trabajan en su primer álbum titulado tentativamente "Death to Analog", y produciendo el álbum en solitario de Chester Bennington de Linkin Park, titulado "Out of Ashes", creando una nueva banda llamada "Dead by Sunrise". Jay Gordon también realizó la remezcla de la canción "Points of Authority" de su álbum "Reanimation" renombrándola "Pts.Of.Athrty".
Orgy aún permanece unida como banda y tomándose un tiempo de descanso con miras a realizar proyectos independientes. Cuando recientemente se les preguntó acerca del estado de la banda en el apartado de mensajes de Julien-K (proyecto paralelo de Derakh y Shuck), Ryan Shuck respondió que los fanes deberían mirar hacia 2008.
En 2012, lanzan su primer sencillo después de siete años de inactividad titulado "Grime of the Century".
En 2015, lanzaron su primera colección de música nueva en 11 años; Un EP titulado Talk Sick, con planes para editar otro, Entropy, en los próximos meses.

## Actualidad
Hoy en día, todos los miembros de Orgy se encuentran desarrollando proyectos paralelos:
- Julien-K: Fundado por Amir Derakh y Ryan Shuck. Es una banda de Rock Electrónico.

- Drug fot Joy: Fundado por Paige Haley. Es una banda de rock alternativo. Pero también se autodescribe como enmarcada en el género "ghetto tech".

- Machine Gun Orchestra: Este es el proyecto paralelo en el cual Jay Gordon se encuentra trabajando ahora. La información sobre este proyecto es realmente limitada y solo se ha lanzado la prueba de la canción "Where it Begins"

- imageindustry: Productora de Videos de Bobby Hewitt que lleva junto con su hermano gemelo. De aquí salió el video más reciente de Orgy, Vague del álbum Punk Statik Paranoia.

## Miembros
Miembros actuales
- Jay Gordon – voz principal (1994–2005, 2010–presente)
- Carlton Bost – guitarra líder (2011–presente)
- Nic Speck – bajo (2011–presente)
- Creighton Emrick – guitarra rítmica, sintetizador (2013–presente)
- Bobby Amaro – batería, percusión (2013–presente)

Miembros anteriores
- Ryan Shuck – guitarra líder (1994–2005, 2010)
- Amir Derakh – guitarra rítmica, sintetizador (1994–2005, 2010)
- Bobby Hewitt – batería, percusión (1994–2005)
- Paige Haley – bajo (1994–2005)
- Ashburn Miller – guitarra rítmica, sintetizador, teclados (2011–2013)

## Discografía

### Álbumes
Álbumes de estudio
- Candyass (1998) - Estados Unidos #32, Platino[4]
- Vapor Transmission (2000) - Estados Unidos #16, Oro[4]
- Punk Statik Paranoia (2004)
- Trans Global Spectacle DVD (2005)

EP
- Talk Sick (2015)

### Sencillos
| Año  | Canción                       | US Hot 100 | U.S. Modern Rock | U.S. Mainstream Rock | Álbum                |
| 1998 | "Stitches"                    | —          | 18               | 38                   | Candyass             |
| 1998 | "Blue Monday"                 | 56         | 4                | 18                   | Candyass             |
| 2000 | "Fiction (Dreams in Digital)" | —          | 6                | 38                   | Vapor Transmission   |
| 2000 | "Opticon"                     | —          | 26               | —                    | Vapor Transmission   |
| 2003 | "The Obvious"                 | —          | —                | —                    | Punk Statik Paranoia |
| 2004 | "Vague"                       | —          | —                | —                    | Punk Statik Paranoia |
| 2005 | "Pure"                        | —          | —                | —                    | Punk Statik Paranoia |
| 2012 | "Grime of the Century"        | —          | —                | —                    |                      |
| 2014 | "Wide Awake and Dead"         | —          | —                | —                    | Talk Sick EP         |